# WaT×ハロー!プロジェクト
WaT×ハロー!プロジェクト（ワットバイハロー!プロジェクト）は、「2006年バレーボール世界選手権」のオフィシャルサポーターを務めるスペシャルユニットである。2006年7月発表された。同選手権のオフィシャルテーマソングである「Ready Go!」を歌った。

## メンバー
- WaT（ウエンツ瑛士・小池徹平）
- ハロー!プロジェクト
  - モーニング娘。（吉澤ひとみ・高橋愛・新垣里沙・藤本美貴・亀井絵里・道重さゆみ・田中れいな・久住小春）
  - DEF.DIVA（安倍なつみ・松浦亜弥・後藤真希・石川梨華）
  - Berryz工房（清水佐紀・嗣永桃子・徳永千奈美・須藤茉麻・夏焼雅・熊井友理奈・菅谷梨沙子）

このユニットが発表された2006年7月25日時点でモーニング娘。には小川麻琴が在籍していたが、2006年8月27日をもってモーニング娘。から卒業したためこのスペシャルユニットには入っていない。2006年7月30日より「モーニング娘。Happy8期オーディション」が行われていたが、新メンバーが決定した12月10日にはWaT×ハロー!プロジェクトとしての活動は終了しているため、このオーディションで合格した新メンバー光井愛佳は参加しなかった。

## 特徴
女子大会ではWaT（初日のみモーニング娘。）、男子大会ではハロプロがそれぞれ世界バレーの観戦・応援を行い、試合前にオフィシャルソングを歌った。男子大会の決勝リーグでは、WaTとハロプロ（DEF.DIVA）が観戦・応援を行うこともあった。
また、「筑紫哲也 NEWS23」、「みのもんたの朝ズバッ!」などの帯番組では、モーニング娘。のみが、「サンデージャポン」「アッコにおまかせ!」「王様のブランチ」では、WaTが宣伝を行った。

## 楽曲
- Ready Go!
2006年バレーボール世界選手権のオフィシャルテーマソングである。
作詞はWaT、作曲は小室哲哉を中心とした作曲家集団「Curious K.」が行っている。
同曲は、両グループの所属レコード会社が違うため、別々に歌い、2006年秋にそれぞれ発売された。
『ポップヒットマーチ2007』にはこの曲の運動会バージョンが収録されている。

### WaT盤
- 2006年11月1日発売。オリコンチャート初登場1位。

### ハロー!プロジェクト盤
- シングルCDとしての発売はなく、2006年12月20日発売のアルバム『プッチベスト7』に収録。